# Don't Break the Oath
| Críticas profissionais | Críticas profissionais |
| Avaliações da crítica  | Avaliações da crítica  |
| Fonte                  | Avaliação              |
| ---------------------- | ---------------------- |
| Allmusic               | link                   |

Don't Break the Oath é o segundo álbum da banda dinamarquesa de heavy metal Mercyful Fate, lançado em 1984.
O álbum foi remasterizado e relançado em 1997 pela Roadrunner Records. O site Metal-Rules.com colocou Don't Break the Oath como o maior álbum de metal extremo de todos os tempos.

## Faixas
| N.º | Título                                       | Compositor(es)            | Duração |  |
| 1.  | "A Dangerous Meeting"                        | Diamond, Shermann         | 5:10    |  |
| 2.  | "Nightmare"                                  | Diamond, Shermann         | 6:19    |  |
| 3.  | "Desecration of Souls"                       | Denner, Diamond, Shermann | 4:54    |  |
| 4.  | "Night of the Unborn"                        | Denner, Diamond, Shermann | 4:59    |  |
| 5.  | "The Oath"                                   | Diamond                   | 7:31    |  |
| 6.  | "Gypsy"                                      | Denner, Diamond           | 3:08    |  |
| 7.  | "Welcome Princes of Hell"                    | Diamond, Shermann         | 4:03    |  |
| 8.  | "To One Far Away"                            | Denner, Diamond           | 1:31    |  |
| 9.  | "Come to the Sabbath"                        | Diamond                   | 5:19    |  |
| 10. | "Death Kiss" (bônus do relançamento de 1997) | Diamond, Shermann         | 4:30    |  |

## Integrantes
- King Diamond – vocal
- Hank Shermann – guitarra
- Michael Denner – guitarra
- Timi Hansen – baixo
- Kim Ruzz – bateria